# Guillem IX (delfí d'Alvèrnia)
Guillem IX fou delfí d'Alvèrnia fill i successor el 1234 de Robert IV.
A causa de la longevitat del seu pare Robert IV (vers 1150-1234), va esperar molt de temps la successió com a comte de Clarmont i delfí d'Alvèrnia. El 1226 va fer homenatge al rei Lluís VIII de França, al castell de Vincennes, pel comtat de Montferrand (comtat que hauria heretat el 1199 de la seva mare), per Rochefort-Montagne i per Crocq; el 1229 el rei li va concedir Pontgibaud una de les terres que va retornar i que havia ocupat feia temps, i el 1230 va ratificar els termes del tractat de pau entre el seu pare i el rei. Va il·lustrar el seu segell amb un delfí i es podia llegir: S. W. comitis Claramontis. El 1238 va tenir un conflicte menor amb els canonges de Brioude per la negativa del delfí a fer homenatge pels castells del vell Brioude i de Saint-Allire.
Es va casar el 1196 amb Hugueta, filla de Guillem, senyor de Chamaliere (que tenia en feu del bisbe de Clarmont). Va morir en data desconeguda i no hauria tingut fills. Llavors es va tornar a casar amb Isabel (Isabeau), filla d'Arquimbald de Montluçon de la que va tenir al successor Robert V, delfí d'Alvèrnia i a Caterina. Aquesta darrera va néixer el 1212 i es va casar amb Guixard de Beajeu, fill de Guixard IV de Beaujeu el Gran (+ 1216), i Guillem IX hauria concedit (després del 1230) al matrimoni el comtat de Montferrand en feu. Caterina fou la mate de Guillem de Beaujeu, mestre de l'orde del Temple; la noia va morir poc després i el delfí Guillem es va casar en terceres núpcies amb Filipina d'origen no establert, que va sobreviure al seu marit (el 1241 es va casar en segones núpcies amb Robert de Courcelles, fill d'Armand de Courcelles, conestable o governador d'Alvèrnia en nom del rei. No se sap exacte quan va morir però el 1240 ja apareix com a difunt, i la seva vídua es va casar l'any següent; per això finals del 1239 o primera meitat del 1240 és el més probable.